# Estadio Hidalgo
El Estadio Hidalgo es un estadio de fútbol ubicado en la ciudad de Pachuca, en el Estado de Hidalgo, México. Se utiliza principalmente para el fútbol, y es la sede del Club de Fútbol Pachuca, más conocido como los «Tuzos del Pachuca».
Su nombre es Estadio Hidalgo por representar el máximo centro deportivo del Estado de Hidalgo; y porque el estado de Hidalgo recibió este nombre en honor a Miguel Hidalgo y Costilla, padre de la Independencia de México. También recibe el nombre mercadológico de El Huracán.

## Historia

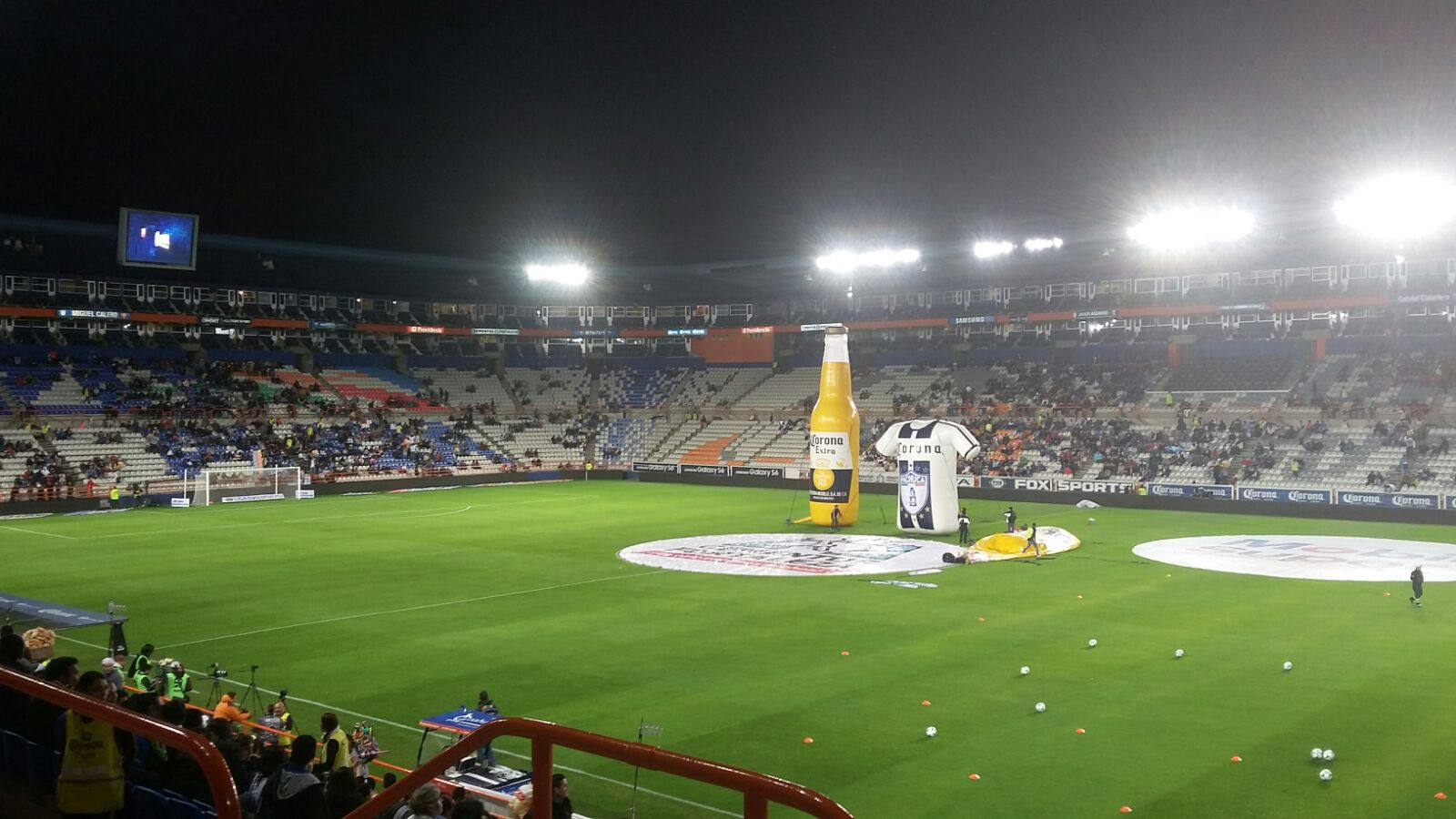
Interior del Estadio Hidalgo durante un juego.

Fue inaugurado el 14 de febrero de 1993 y pasó a ser la casa del Pachuca que anteriormente jugaba como local en el Estadio Revolución Mexicana, el partido inaugural se dio entre Tuzos y los Pumas de la UNAM, quedando el marcador 0-2. Ha sido reconstruido y modernizado posteriormente. En antaño jugaron ahí también los Toros Hidalgo, durante el periodo que los Toros Neza se mudaron a la ciudad de Pachuca.
Bajo un contrato de comodato, celebrado en 1999, el estadio está bajo la administración del Grupo Pachuca. Este contrato estableció la obligación del grupo por cubrir los gastos de remodelación y mantenimiento.
Se reinauguró el 1 de agosto de 2004 también con un partido Tuzos y los Pumas de la UNAM,  por la Copa de Campeón de Campeones, ese juego lo ganó Pachuca 2-1 (aunque en el de vuelta perdieron en CU), en el que se hizo presente como figura principal Edson Arantes do Nascimento "Pelé". Ha sido parte de los ascensos en las temporadas 1995-96 y 1997-98, así como parte de los títulos del club en el Invierno '99, Invierno 2001, Apertura 2003 y Clausura 2006; así como el título de la Copa de Campeones de la Concacaf en 2002, 2007, 2008 y 2010 y una Copa Sudamericana en 2006.
En el 2009; el estadio fue aprobado después de una visita que realizaron representantes de Federación Internacional de Fútbol Asociación (FIFA) al estadio , se confirmó que este inmueble será sede de la Copa Mundial de Fútbol Sub-17 de 2011. Además, se realizará una modernización en algunos aspectos, como el de la iluminación, así como ampliar la capacidad del estacionamiento. También se quitarán las mallas de seguridad.
Algunos datos del Estadio Hidalgo:
- Partido de inauguración, reinauguración y aniversario: vs UNAM.
- Anotador del primer gol en el Estadio: Jorge Santillana (UNAM).
- Anotador Tuzo del primer gol en el estadio: Roberto Medina.
- Descensos: 2 (1993, 1997).
- Ascensos: 1 (1998).

## Detalles técnicos

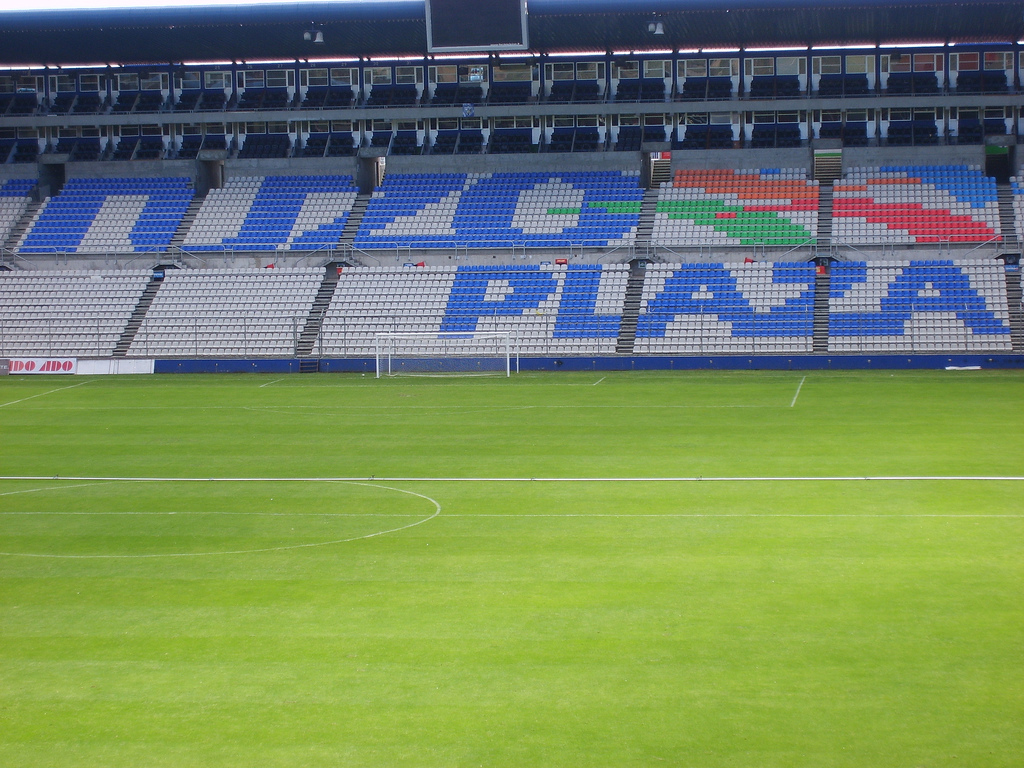
Gradas del estadio.

Cuenta con un sistema de monitoreo de cámaras que le permite un vigilancia exhaustiva y cuenta con una pantalla gigante en el lado norte del inmueble. Está diseñado de tal forma que permite una buena visibilidad desde cualquiera de sus asientos, cuenta con una zona vip con palcos donde hay un restaurante y bar en servicio durante los eventos. Cuenta además con 5 vestidores, salas de prensa, crónica y fotografía. El estadio tiene en sus entrañas "el túnel del tiempo", en donde se exhibe la historia gráfica del club Pachuca y un museo interactivo para la diversión de los niños.

## Partidos importantes

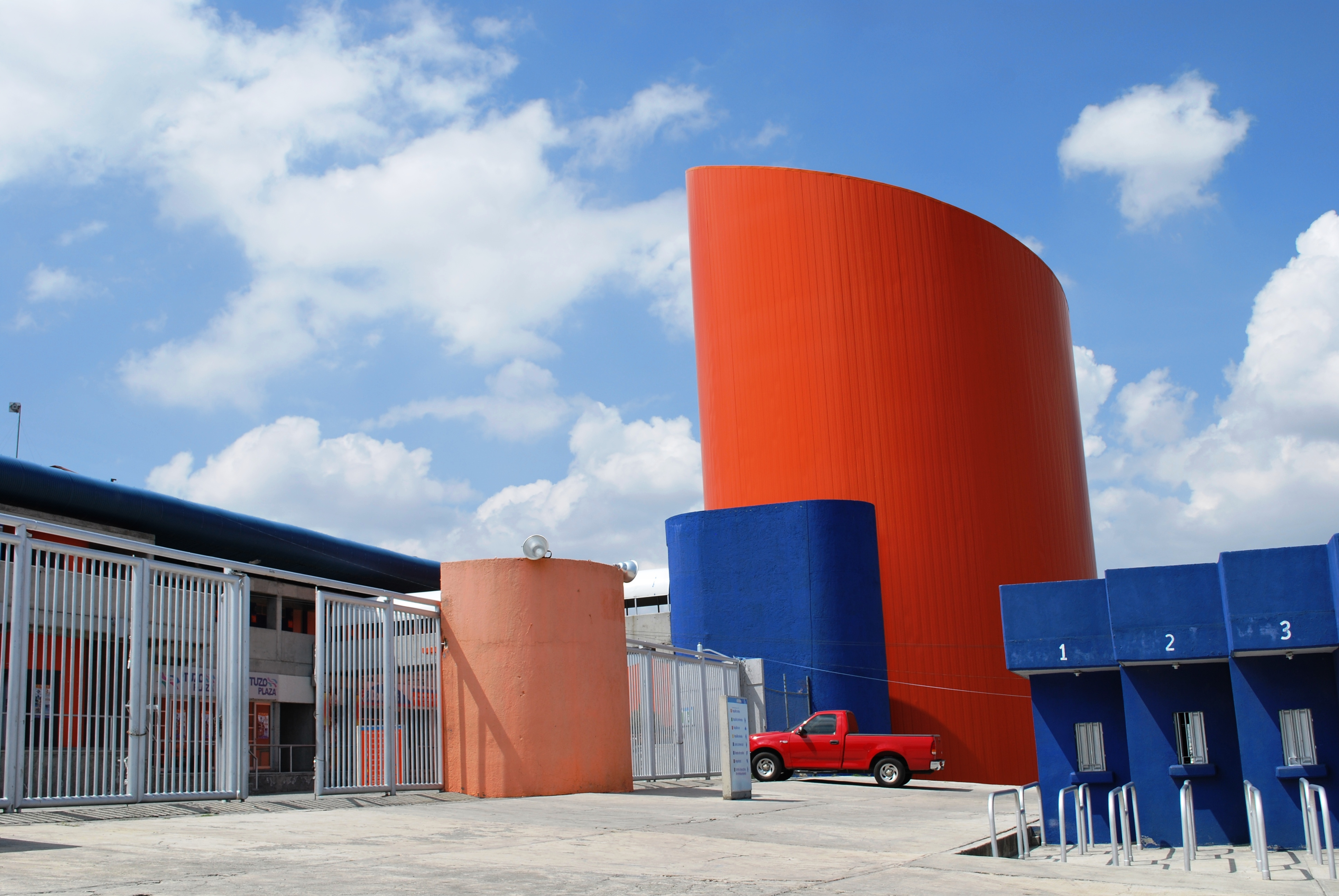
Uno de los accesos al estadio.

- 9 Finales de la Liguilla de Primera División de México:

| Torneo        | Local   | Marcador | Visitante     | Fecha                   | Notas                                                               |
| Invierno 1999 | Pachuca | 2-2      | Cruz Azul     | 16 de diciembre de 1999 | Partido de ida. Marcador global Pachuca 3-2 Cruz Azul; 1° título    |
| Verano 01     | Pachuca | 2-1      | Santos Laguna | 17 de mayo de 2001      | Partido de ida. Marcador global Pachuca 3-4 Santos.                 |
| Invierno 01   | Pachuca | 2-0      | Tigres UANL   | 12 de diciembre de 2001 | Partido de ida. Marcador global Pachuca 3-1 Tigres UANL; 2° título. |
| Apertura 03   | Pachuca | 3-1      | Tigres UANL   | 17 de diciembre de 2003 | Partido de ida. Marcador global Pachuca 3-2 Tigres UANL; 3° título. |
| Clausura 06   | Pachuca | 1-0      | San Luis      | 21 de mayo de 2006      | Partido de vuelta. Marcador global Pachuca 1-0 San Luis; 4° título. |
| Clausura 07   | Pachuca | 1-1      | América       | 27 de mayo de 2007      | Partido de vuelta. Marcador global Pachuca 3-2 América; 5° título.  |
| Clausura 09   | Pachuca | 2-2      | Pumas         | 31 de mayo de 2009      | Partido de vuelta. Marcador global Pachuca 2-3 Pumas.               |
| Clausura 14   | Pachuca | 0-2      | León          | 18 de mayo de 2014      | Partido de vuelta. Marcador global Pachuca 3-4 León.                |
| Clausura 2016 | Pachuca | 1-0      | Monterrey     | 26 de mayo de 2016      | Partido de ida. Marcador global Pachuca 2-1 Monterrey; 6° título.   |

- 1 Final De Copa Sudamericana:

| Torneo                 | Local   | Marcador | Visitante | Fecha                   | Notas                                                  |
| Copa Sudamericana 2006 | Pachuca | 1-1      | Colo-Colo | 30 de noviembre de 2006 | Partido de ida. Marcador global Pachuca 3-2 Colo-Colo. |

- 1 Final De Recopa Sudamericana:

| Torneo                   | Local   | Marcador | Visitante                | Fecha              | Notas                                                                 |
| Recopa Sudamericana 2007 | Pachuca | 2-1      | Sport Club Internacional | 31 de mayo de 2007 | Partido de ida. Marcador global Pachuca 2-5 Sport Club Internacional. |

- 5 Finales de la Liga de Campeones de la Concacaf:

| Torneo        | Local   | Marcador | Visitante     | Fecha               | Notas                                                                                 |
| Concacaf 2007 | Pachuca | 0-0      | Guadalajara   | 25 de abril de 2007 | Partido de vuelta. Marcador global (2-2) en serie de penales Pachuca 7-6 Guadalajara. |
| Concacaf 2008 | Pachuca | 2-1      | Saprissa      | 30 de abril de 2008 | Partido de vuelta.                                                                    |
| Concacaf 2010 | Pachuca | 1-0      | Cruz Azul     | 28 de abril de 2010 | Partido de vuelta. Marcador global (2-2) por gol de visitante, gana el Pachuca.       |
| Concacaf 2017 | Pachuca | 1-0      | Tigres        | 26 de abril de 2017 | Partido de vuelta. Marcador global (2-1).                                             |
| Concacaf 2024 | Pachuca | 3-0      | Columbus Crew | 1 de junio de 2024  | Partido único.                                                                        |

- 1 Partido Eliminatorio de la Copa Mundial de Fútbol

| Torneo                                         | Local  | Marcador | Visitante                    | Fecha                |
| Clasificación de Concacaf para el Mundial 2006 | México | 7-0      | San Vicente y las Granadinas | 4 de octubre de 2004 |

- 5 Partidos de la Copa Libertadores:
  - Pachuca vs. Deportivo Cuenca
  - Pachuca vs. Boca Juniors
  - Pachuca vs. Sporting Crystal
  - Pachuca vs. Guadalajara
  - Pachuca vs. Universidad de Chile

- ONEFA

26 de Octubre  Águilas blancas 0-49 Pumas CU

## Copa Mundial de Fútbol Sub-17 de 2011
- Fase de grupos

| 19 de junio de 2011, 15:00 | Ruanda | 0:2 (0:0) | Inglaterra              | Estadio Hidalgo, Pachuca                                           |                                                                    |
|                            |        | Reporte   | Hope 68' · Sterling 86' | Asistencia: 12.640 espectadores Árbitro(s): Norbet Hauata (Tahití) | Asistencia: 12.640 espectadores Árbitro(s): Norbet Hauata (Tahití) |

| 19 de junio de 2011, 18:00 | Uruguay                                        | 3:0 (0:0) | Canadá | Estadio Hidalgo, Pachuca                                            |                                                                     |
|                            | Mascia 52' · Méndez 85' (pen.) · Álvarez 90+3' | Reporte   |        | Asistencia: 12.699 espectadores Árbitro(s): Alexey Nikolaev (Rusia) | Asistencia: 12.699 espectadores Árbitro(s): Alexey Nikolaev (Rusia) |

| 22 de junio de 2011, 15:00 | Uruguay    | 1:0 (0:0) | Ruanda | Estadio Hidalgo, Pachuca                                                |                                                                         |
|                            | Pais 90+5' | Reporte   |        | Asistencia: 12.999 espectadores Árbitro(s): Svein Oddvar Moen (Noruega) | Asistencia: 12.999 espectadores Árbitro(s): Svein Oddvar Moen (Noruega) |

| 22 de junio de 2011, 18:00                                                                                             | Canadá                   | 2:2 (0:0) | Inglaterra               | Estadio Hidalgo, Pachuca                                         |                                                                  |
| | Jalali 50' · Roberts 87' | Reporte   | Morgan 46' · Turgott 77' | Asistencia: 17.882 espectadores Árbitro(s): Omár Ponce (Ecuador) | Asistencia: 17.882 espectadores Árbitro(s): Omár Ponce (Ecuador) |
| El portero Quillan Roberts de Canadá, se convirtió en el primer arquero en hacer un gol en una competición de la FIFA. |                          |           |                          |                                                                  |                                                                  |

| 25 de junio de 2011, 15:00 | Canadá | 0:0     | Ruanda | Estadio Hidalgo, Pachuca                                          |                                                                   |
|                            |        | Reporte |        | Asistencia: 5.803 espectadores Árbitro(s): Tony Chapron (Francia) | Asistencia: 5.803 espectadores Árbitro(s): Tony Chapron (Francia) |

| 25 de junio de 2011, 18:00 | Estados Unidos | 0:0     | Nueva Zelanda | Estadio Hidalgo, Pachuca                                             |                                                                      |
|                            |                | Reporte |               | Asistencia: 8.556 espectadores Árbitro(s): Bas Nihuis (Países Bajos) | Asistencia: 8.556 espectadores Árbitro(s): Bas Nihuis (Países Bajos) |

- Octavos de final

| 30 de junio de 2011, 15:00 | Inglaterra                                           | 1:1 (1:1) (4:2 p.)         | Argentina                          | Estadio Hidalgo, Pachuca                                                     |                                                                              |
|                            | Sterling 40'                                         | Reporte                    | Padilla 12'                        | Asistencia: 6.807 espectadores Árbitro(s): Nawaf Ghayyath Shukralla (Baréin) | Asistencia: 6.807 espectadores Árbitro(s): Nawaf Ghayyath Shukralla (Baréin) |
|                            |                                                      | Tiros desde el punto penal |                                    |                                                                              |                                                                              |
|                            | Magri · Morgan · Clayton · Forster-Caskey · Chalobah |                            | Ocampos · Pugh · Iñíguez · Allione |                                                                              |                                                                              |

| 30 de junio de 2011, 18:00 | México                | 2:0 (1:0) | Panamá | Estadio Hidalgo, Pachuca                                                |                                                                         |
|                            | Fierro 2' · Bueno 89' | Reporte   |        | Asistencia: 15.415 espectadores Árbitro(s): Svein Oddvar Moen (Noruega) | Asistencia: 15.415 espectadores Árbitro(s): Svein Oddvar Moen (Noruega) |

- Cuartos de final

| 4 de julio de 2011, 18:00 | México                     | 2:1 (1:1) | Francia   | Estadio Hidalgo, Pachuca                                                           |                                                                                    |
|                           | Escamilla 14' · Fierro 50' | Reporte   | Ikoko 17' | Asistencia: 21.960 espectadores Árbitro(s): Ali Al Badwaw (Emiratos Árabes Unidos) | Asistencia: 21.960 espectadores Árbitro(s): Ali Al Badwaw (Emiratos Árabes Unidos) |

## En la cultura popular
En él se filmaron algunas escenas de la serie de Netflix Club de Cuervos.